# Метеор
Метеор (грч. μετέωρον — атмосферски феномен) је светлосна појава настала јонизацијом атмосфере кроз коју пролази метеороид. Сјајни метеори се називају болиди. Метеороиди који потичу од истог објекта (комете или астероида) имају паралелне путање па метеори који од њих настају изгледају као да потичу из истог дела неба (радијант). У овом случају говори се о метеорском роју. Током године постоји више од 50 метеорских ројева. Метеороиди који не припадају ниједном роју су спорадици.
Ако метеороид преживи пролазак кроз атмосферу и падне на површину небеског тела, назива се метеорит. Метеор који падне на Земљу или друго небеско тело може направити ударни кратер. Истопљени материјал избачен из ударног кратера може да се охлади и очврсне и тако формира тело које се назива тектит.
Услед трења метеороида у атмосфери долази до ексцитације како атома у метеороиду тако и атома и молекула атмосфере. При њиховој деексцитацији јавља се светлост коју видимо као метеор. Температура у ударном таласу који претходи већој метеороидској честици износи више од 10.000 °C.
Метеори се у народу називају и „звезде падалице“.

## Опис појаве
Када честица (метеороид) доспе до виших слојева атмосфере (термосфера), почиње њена интеракција са атмосфером која може резултовати појавом метеора.
Типичан метеор видљив голим оком или телескопом је производ метеороида већег од 0,01 mm. Сјајност насталог метеора зависи од величине и брзине метеороида — метеор 0. магнитуде може настати од метеороида величине 2 cm који уђе у атмосферу брзином од 20 km/s као и од честице величине 0,5 cm и брзине 60 km/s (сјајност метеора зависи и од висине метеора над хоризонтом, односно од удаљености од посматрача, в. ниже). Уласком у гушће слојеве атмосфере, метеороид се брзо загрева. Честице мање од 0,5 mm се загревају целом запремином, док се код већих честица загрева само површински слој до неколико десетих делова милиметра у дубину. Када се материјал загреје на приближно 2200 К, материјал почиње да сублимира, и настали врели гасови окружују честицу. Појава губљења масе услед трења у атмосфери се назива аблација. Електрони у атомима ових гасова су у побуђеном стању, њиховом деексцитацијом ослобађа се електромагнетно зрачење (укључујући видљиву светлост). Око 90% светлости метеора потиче од деексцитације атома метеороида, температуре 3000 до 5000 К. Остатак потиче од ексцитације/деексцитације и јонизације/рекомбинације атома и молекула у атмосфери. Током аблације метеор губи кинетичку енергију, успоравајући притом. Мале честице потроше сву масу пре него што значајно успоре. Међутим, веће честице (око 20 cm и веће, за брзину од 15 km/s) успоре до брзине од 3 km/s пре него што изгубе сву масу. При овој брзини престаје аблација, а површина метеороида се постепено хлади, формирајући покорицу. С обзиром да током овог дела лета нема аблације, нема ни светлосне појаве (односно метеора), а овај део лета метеороида се назива тамни лет (енгл. Dark flight). За разлику од метеора који траје неколико секунди, тамни лет може да траје неколико минута. Метеороид пада на земљу, и такво тело се назива метеорит, а препознатљиво је по покорици (која може да нестане услед дејства временских прилика).

### Метеорски трагови
Разликује се неколико типова трагова метеора (енгл. Train). Формирање трагова зависи од метеороида (састава, брзине, масе), атмосфере (дневне варијације, утицај активности Сунца) и висине на којој се траг јавља. Један метеороид може произвести више различитих трагова.
- Wakes — трагови који се јављају непосредно иза главе метеора. Могу бити дужине неколико километара, а на истом месту обично трају краће од 0,1 секунде. Ови трагови могу настати директно од метеороида или аблацијом финих честица које се ослобађају из њега. Обично је најјачи на висинама изнад 55 km. Ова врста трага, за разлику од главе метеора, није у топлотној равнотежи, па се јављају спектралне линије мале вероватноће прелаза. У спектру се налазе линије Na I, Fe I, Mg I, Ca I као и других атома ослобођених из метеороида.
- Green Trains („зелени трагови“) — представљају спектралну линију кисеоника на 557,7 nm. Типични су за брзе метеоре средњег или слабог сјаја и јављају се након престанка метеора. Максимум сјајности достижу након 0,1 секунде и по правилу не трају дуже од 3 секунде. Најсјајнији су и најдуже трају на висинама од око 105 km, чак и када сам метеор има максимум сјаја много ниже. Чињеница да јачина зеленог трага није у корелацији са сјајношћу метеора говори у прилог томе да настаје од атмосферског кисеоника.
- Persistent trains („трајни трагови“) — јављају се код брзих и сјајних болида (Леониди, који се крећу брзином од 71 km/s нарочито често остављају трајне трагове). Јављају се у региону максималног сјаја метеора, најчешће на висини између 75 и 100 km. При настанку могу бити врло сјајни (сјајнији од -5. магнитуде) али им сјајност брзо опада. Ипак, остају видљиви и десетине минута, пролазећи кроз неколико фаза током којих могу чак и да повећавају сјајност.
- Reflection trains („рефлектујући трагови“) — могу настати при експлозији сјајних болида у сумрак или током дана. За разлику од трајних трагова, рефлектујући трагови не сијају сопственим сјајем већ рефлектују или расејавају сунчеву светлост. Под повољним околностима могу да трају сатима.

### Звукови метеора
Сјајни метеори (болиди сјајнији од -8. магнитуде) могу бити праћени звуком. „Нормалан“ звук се појављује пар минута након метеора, што је последица споријег простирања звука кроз атмосферу од брзине светлости. Ови звукови се могу јавити када је метеор на мање од 60 km од површине и чују се као праскови или хук, а могу бити присутни и други шумови. Ови звукови се јављају јер се метеороид креће хиперсоничном брзином (брже од звука при истој густини атмосфере).
Међутим, деценијама су посматрачи пријављивали да чују звукове симултано са појавом метеора, што је одбацивано као физички немогуће све до осамдесетих година 20. века. Тада је појава ових „абнормалних“ звукова боље проучена и понуђено је објашњење њиховог настанка и пропагације. При уласку сјајних болида у дубље слојеве атмосфере, настала јонизација интерагује са линијама геомагнетног поља које, враћајући се у основно стање емитују електромагнетне таласе врло ниске фреквенције који се крећу брзином светлост, а у близини посматрача у присуству диелектрика бивају конвертовани у звучне таласе. Због тога се овакав звук зове „електрофонички звук“.

## Метеороиди
Метеороиди су небеска тела величине између 100 μm и 100 m. Већа тела су астероиди, а мања међупланетарна прашина. Граница између метеороида и астероида није оштра — да ли ће тело пречника десет метара бити сматрано за метеороид или за астероид је више ствар аутора. Као опште правило код ових прелазних величина се може узети да су астероиди објекти који су довољно посматрани да су познати њихови орбитални елементи.
Метеороиди су најчешће кометног или астероидног порекла. Комете у близини перихела ослобађају и по неколико тона материјала у секунди. Метеороиди који су астероидног порекла настају приликом повремених судара астероида. Осим тога, с обзиром на то да су пронађени метеорити пореклом са Марса и Месеца, јасно је да неки метеороиди настају при удару небеских тела (метеороида, астероида, комета) у планете и сателите Сунчевог система. Метеороиди кометског порекла имају густину око 0,2 g cm−3 тако да углавном потпуно сагоре у атмосфери. Метеороиди астероидног порекла имају густину од око 2 g cm−3, што је довољно чврста конзистенција да могу да доспеју до површине Земље, под условом да су довољно велике масе да преживе аблацију. Око 1% метеороида нису пореклом из Сунчевог система.
За тела у Сунчевом систему, највећа хелиоцентрична брзина на удаљености од Сунца на којој се налази и Земља (1 астрономска јединица) износи 42 km/s, а брзина Земље износи 30 km/s. Метеороид који се креће директно Земљи у сусрет, има брзину од 72 km/s, односно 72,9 km/s, када се дода и гравитација Земље. Ово је највећа могућа геоцентрична брзина метеороида. Најмању могућу геоцентричну брзину би имао метеороид који се креће паралелно са Земљом и улази у атмосферу једино под дејством Земљине гравитације, и та брзина износи 11,2 km/s.
Са смањењем масе, број честица расте експоненцијално. Тако сваког дана на Земљу падне преко 100 тона метеоритског материјала, али највећи део чине управо микрометеорити.

## Метеорски ројеви
Када се комета нађе у близини Сунца, лед који чини највећи део њене масе почиње да сублимира, ослобађајући притом чврсте честице које су дотле биле заробљене у језгру комете — метеороиде. Ове честице по правилу имају мале радијалне брзине у односу на брзину кретања око Сунца (која је приближно једнака брзини саме комете), тако да остају на орбитама блиским орбитама комете. Када Земља наиђе на ове честице, оне се крећу готово паралелним путањама, а посматрачу са Земље изгледа као да извиру из исте тачке. Ова тачка се назива радијант, а за метеоре који из ње долазе каже се да припадају одговарајућем метеорском роју. Метеорски ројеви по правилу добијају име по латинском називу сазвежђа у коме се радијант налази. Тако постоје Персеиди (по Персеју), Леониди (по Лаву) или Дракониди (по Змају). Неки ројеви носе традиционална имена, која не одговарају сазвежђу у коме се данас налази њихов радијант — Квадрантиди се зову по сазвежђу Quadrans Muralis које је укинуто (радијант овог роја се налази у Волару), док је радијант Лирида заправо у Херкулу, али су прецизне границе међу сазвежђима дефинисане тек почетком двадесетог века, када су Лириди већ били познати под својим (данас неправилним) именом, које је задржано. Ако се у неком сазвежђу налази више радијаната, ројеви добијају име по Бајеровој ознаци звезде која је радијанту најближа — π-Пупиди, γ-Нормиди, η-Аквариди.
У ретким ситуацијама, метеорски ројеви могу настати и од астероида — такав је случај са Геминидима чије је родитељско тело астероид (3200) Фајетон (мада постоје индикације да је Фајетон заправо дегасификовано/угашено језгро комете, или да су и Фајетон и Геминиди, као и још неколико астероидних тела, настали распадом неке комете).

### Еволуција метеорског роја
Типичан метеорски рој настаје ослобађањем честица при проласку матичне комете кроз перихел. Мада је познат случај да су Андромедиди настали приликом дезинтеграције комете 3/Бјела, овакви догађаји су ретки, већ комета при сваком свом проласку кроз перихел ослободи одређени број честица (метеороида). Језгро комете се састоји од леда у коме су заробљене честице прашине. Када се комета приближи Сунцу, односно када је у близини свог перихела, лед почиње да сублимира, ослобађајући честице које постају метеороиди. Ово ослобађање се не дешава на целој површини комете, већ постоје изоловане активне области. Сублимација и ослобађање честица су интензивнији после проласка кроз перихел, због комбинованог ефекта загревања од стране Сунца и тога што језгро задржава већ примљену топлоту. Повремено долази до избацивања материјала и када је комета далеко од Сунца, претпоставља се да је узрок ослобађање енергије при преласку аморфне смесе лед/вода у кристални лед.
При ослобађању честица, један део пада назад на комету, али је други трајно напушта. Брзина која је потребна за напуштање језгра комете („брзина бега“, енгл. escape velocity) величине 10 km је око 3 m/s, а брзина којом се честица удаљава од језгра („брзина избацивања“, енгл. „ejection velocity“) приближно 500 — 1000 m/s. Брзина избацивања је већа за мање и растреситије честице, код мањих језгара комета и у близини Сунца. Како је брзина избацивања значајно мања од брзине којом се комета и избачени метеороиди крећу око Сунца, то све честице остају на приближно паралелним орбитама и сличним брзинама. Разлика у брзинама честица како и чињеница да могу да буду избачене у свим правцима, повлачи два ефекта. Прво — неки метеороиди се крећу испред а неки иза комете, а друго — како метеороиди имају различиту брзину, то је различит и период којим обилазе око Сунца, тако да се временом неки метеороиди удаљавају од комете и распоређују по целој орбити. Време потребно да метеороиди попуне целу орбиту се разликује од роја до роја, а зависи и од величине честице. Тако ово време за честице масе ~ 2 грама код Геминида износи око 16-18 година (11 револуција), а код Персеида око 4400 година (35 револуција). Честицама масе 0,5 g (које дају метеоре видљиве голим оком) потребно је приближно 2,5 пута више времена да се распореде по целој орбити.
На метеороиде делују две класе ефеката који утичу на еволуцију потока метеороида — гравитација и негравитациони ефекти. Негравитациони ефекти укључују притисак зрачења, Појнтинг-Роберстсонов ефекат и ефекат Јарковског.
Притисак зрачења је последица тога што сваки фотон који падне на неко тело предаје том телу свој импулс. Како је притисак зрачења релативно мали (за зрачење апсолутно црног тела износи {\displaystyle {\frac {4\sigma T^{4}}{3c}}}), он највише утиче на честице мале масе. Тако честице чија је маса реда величине 0,1 μm бивају потпуно избачене из Сунчевог система.
На честице пречника већег од 1 μm значајнији утицај од притиска Сунчевог зрачења има Појнтинг-Робертсонов ефекат, који доводи до приближавања честица Сунцу. Када Сунчеви зраци (односно фотони) загреју честицу, ако је она довољно мала да буде униформно загрејана, емитоваће зрачење униформно у свим правцима (посматрано из координатног система везаног за честицу). Међутим, Сунчева светлост не обасјава честицу директно бочно, већ мало искоса из смера ка коме се честица креће (овај угао зависи од брзине честице и већи је за брзе честице), успоравајући је при томе. Обрнуто, из референтног система који мирује у односу на Сунце, честица добија енергију директно бочно, али сама не зрачи енергију униформно, већ више у смеру ка коме се креће, успоравајући сама при томе.
Овај ефекат се може разумети и на други начин, помоћу Доплеровог ефекта. Наиме, фотони које честица зрачи у смеру свог кретања имају мали плави помак, док фотони које зрачи у супротном смеру имају мали црвени помак (у односу на фотоне које зрачи радијално на правац кретања, односно на фотоне које је апсорбовала). Ова разлика је утолико већа уколико се честица брже креће, и доводи до губитка импулса, односно до успоравања честице и њеног полаганог спиралног кретања ка Сунцу.
Ако је објекат довољно велики да његова површина није униформно загрејана (метеороиди пречника 10 cm и већи, астероиди) јавља се ефекат Јарковског. Страна објекта на којој Сунце тек излази (из перспективе самог објекта) је хладнија од стране објекта на којој Сунце управо залази. Најтоплија и најхладнија тачка нису оне које су окренуте директно ка и од Сунца, већ су то тачке после локалног поднева / поноћи (в. слику). Резултанта зрачења топлоте са објекта је усмерена од најтоплије ка најхладнијој тачки, тако да је последица овог ефекта да се објекти који се крећу проградно удаљавају од Сунца, а објекти који се крећу ретроградно приближавају Сунцу.
С обзиром на то да сви ови ефекти зависе од масе и брзине метеороида, њихова укупна последица је сепарација метеороида истог роја по маси.
У старењу роја значајну улогу имају и гравитациони утицаји које трпе како метеороиди тако и њихово матично тело. Најјачи је утицај Јупитера, као планете са највећом масом, а значајан је и утицај Земље, јер пролази директно кроз све видљиве ројеве. Планете могу потпуно мењати орбите ројева, тако је пролазак комете 21P/Ђакобини-Зинер (матична комета Драконида) на мање од једне АЈ од Јупитера 1958. године довео до тога да Земља није више секла орбиту ове комете. Међутим, комета је 1969. поново прошла близу Јупитера, овог пута на свега 0,58 АЈ, након чега је силазни чвор комете поново доспео у близину Земљине орбите. Комете (и ројеви) чије орбите имају велику инклинацију и крећу се готово нормално на раван еклиптике, трпе знатно мање утицаје планета. Такав је нпр. случај са Персеидима и њиховом матичном кометом 109/Свифт-Татл.
Сви наведени ефекти доводе до постепене дисперзије роја, до тренутка када се рој утапа у фон спорадика. Због тога су сви посматрани ројеви старости до неколико десетина хиљада година, што је изузетно кратко у поређењу са 4,6 милијарди година колико, износи процењена старост Сунчевог система.

### Популациони индекс
Популациони индекс (r) је однос између стварног броја метеора (N) неке магнитуде и стварног броја метеора прве сјајније магнитуде. Ако се сматра да је овај однос исти кроз све опсеге магнитуда, онда релација важи и за стварни кумулативни број метеора Φ. Φm је стварни број метеора магнитуде m или светлијих. Дакле, важи:
{\displaystyle r={\frac {N_{m+1}}{N_{m}}}={\frac {\Phi _{m+1}}{\Phi _{m}}}}
С обзиром на то да сјајност метеора истог роја зависи од масе честица (јер се метеори једног роја крећу приближно једнаким брзинама, тако да брзина нема утицаја на сјајност у оквиру истог роја) то популациони индекс показује однос између броја тежих и лакших честица — што има више честица мале масе, то је популациони индекс већи. Како сви ефекти које трпи неки метеорски рој снажније делују на честице мале масе, то старији рој или филамент роја (група метеороида ослобођених при једном проласку комете кроз перихел) има мањи популациони индекс. Мада се табеларно дају подаци за популациони индекс сваког појединачног роја, требало би израчунати популациони индекс за свако појављивање роја, јер је могуће да Земља једне године прође кроз старији филамент који има мањи популациони индекс, а онда следеће године прође кроз релативно млад филамент који обилује лакшим честицама и има већи популациони индекс.
Ројеви који имају популациони индекс 2,0 — 2,5 имају натпросечан број сјајних метеора, док они са популационим индексом већим од 3,0 имају натпросечан број слабих метеора.

### ЗХР
ЗХР (енгл. Zenithal Hourly Rate, „зенитна часовна фреквенца“) је мера активности метеорског роја. Да би активност била упоредива за различите године, места на Земљи, посматрачке услове и сл., ЗХР укључује факторе корекције за облачност, висину радијанта над хоризонтом и квалитет неба (и посматрача), и скалиран је на 1 сат. У најједноставнијем случају, ЗХР се може израчунати као:
{\displaystyle ZHR={\frac {N}{t_{eff}}}\cdot R\cdot L\cdot C={\frac {N\cdot r^{6,5-lm}}{t_{eff}\cdot \sin h_{r}\cdot (1-F)}}}
где су:
- {\displaystyle N} — број виђених метеора за време {\displaystyle t_{eff}}
- {\displaystyle t_{eff}} — ефективно време посматрања изражено у сатима
- {\displaystyle R={\frac {1}{\sin h_{r}}}} — корекциони фактор за висину радијанта над хоризонтом (). Када је радијант на 30° од хоризонта, посматрач види свега половину метеора у односу на број који би видео да је радијант у зениту.
- {\displaystyle L=r^{6,5-lm}} — корекциони фактор за квалитет неба и посматрача изражен кроз граничну магнитуду (lm). Сматра се да идеалан посматрач види метеоре и звезде до 6,5. магнитуде. Посматрање нема смисла ако је гранична магнитуда мања од 5. Популациони индекс је означен са r.
- {\displaystyle C={\frac {1}{1-F}}} — корекциони фактор за облачност F коју процењује посматрач (нпр., ако је покривена петина неба, F = 20% = 0,2)

Стандардна грешка се рачуна као {\displaystyle {\frac {ZHR}{\sqrt {N}}}}, и зато што је већи број метеора прецизније је могуће израчунати ЗХР.
За детаљније и прецизније анализе треба узети у обзир и друге факторе:
- да ли је популациони индекс исти за све распоне магнитуда
- да ли је гранична магнитуда иста за звезде и за метеоре
- чињеницу да је већа вероватноћа видети метеор који је даље од радијанта јер оставља дужи траг на небу него метеор исте магнитуде који је ближе радијанту
- утицај Земљине гравитације која убрзава метеор и савија му траг тако да изгледа ближе зениту (зенитно привлачење)

### Неки значајни метеорски ројеви
„Велики“ ројеви су метеорски ројеви који се појављују сваке године без изузетка и чији је ЗХР у максимуму већи од 10. Тренутно има девет великих ројева, и ова листа је стабилна бар од 1950. Осим η-Акварида и Јужних δ-Акварида, радијанти ових ројева се налазе на северној небеској хемисфери, због чега их се њихова активност боље види са северне хемисфере.
| Име роја         | Период активности         | Максимум | Максимум       | Позиција радијанта | Позиција радијанта |     |     |
| Име роја         | Период активности         | λ⊙       | Датум          | α                  | δ                  |     |     |
| ---------------- | ------------------------- | -------- | -------------- | ------------------ | ------------------ | --- | --- |
| Квадрантиди      | 28. децембар — 12. јануар | 283°,16  | ≈ 3. јануар    | 230°               | +49°               | 120 | 2,1 |
| Лириди           | 16 — 25. април            | 32°,32   | ≈ 22. април    | 271°,4             | +33°,6             | 18  | 2,1 |
| η-Аквариди       | 19. април — 28. мај       | 45°,5    | ≈ 5. мај       | 338°               | -1°                | 60  | 2,4 |
| Јужни δ-Аквариди | 19. јул — 19. август      | 125°     | ≈ 28. јул      | 339°               | -16°               | 15  | 3,2 |
| Персеиди         | 17. јул — 24. август      | 140°     | ≈ 12. август   | 49°                | +58°               | 100 | 2,2 |
| Ориониди         | 1. октобар — 10. новембар | 208°     | ≈ 21. октобар  | 95°                | +16°               | 22  | 2,9 |
| Леониди          | 6 — 30. новембра          | 235°,27  | ≈ 17. новембар | 152°               | +22°               | 18  | 2,5 |
| Геминиди         | 7 — 17. децембар          | 262°,2   | ≈ 13. децембар | 112°               | +33°               | 120 | 2,6 |
| Урсиди           | 17 — 26. децембар         | 270°,7   | ≈ 22. децембар | 217°               | +76°               | 10  | 3,0 |

## Спорадици
Спорадици су метеори који немају јасну припадност неком познатом метеорском роју. То могу бити метеори који су припадали неком роју али су током еволуције променили орбиталне елементе толико да не могу бити придружени своме роју, могу настати као последица судара мањих тела унутар Сунчевог система или на неки други, случајан начин.
Популациони индекс спорадика је 2,95±0,05 (за већину израчунавања може се заокружити на 3,0). Број спорадика се креће између 5 и 15 у сату при одличним посматрачким условима. Мада се спорадици појављују на случајан начин, њихов број и смер кретања показују одређену правилност.
Већина болида и сви познати метеори који су довели до пада метеорита су пореклом спорадици.

### Периодичност
Број спорадика варира на дневној и годишњој основи. Дневно, број спорадика је најнижи око 18 часова увече а највиши око 6 часова ујутру, и овај циклус је исти на обе Земљине хемисфере. Током године, на северној хемисфери спорадици имају минимум током јуна, а затим од јула се њихов број скоро равномерно повећава до максимума између октобра и децембра. На јужној хемисфери је број спорадика већи у првој половини године, са максимумом у јулу након чега следи оштар пад и минимум у септембру и октобру.

### Псеудорадијанти
Будући да не припадају ниједном роју, спорадици немају радијант у правом смислу. Међутим, посматрано у односу Земља — Сунце, као последица геометрије кретања Земље и метеороида на орбитама око Сунца, долази до одређеног груписања. Тако се може уочити шест извора — северни и јужни апекс (метеори долазе чеоно ка Земљи у односу на њено кретање око Сунца), хелион (метеори долазе од Сунца ка Земљи), антихелион (метеори долазе из тачке супротно од Сунца) и северни и јужни тороидални извор. Ипак, спорадици не долазе само из ових извора. За разлику од правих метеорских ројева чији радијанти ретко имају пречник већи од 5°, извори спорадичних метеора могу имати и 20° у пречнику.
Постоји очигледна разлика у сјајности спорадичних метеора пореклом из различитих извора. Тороидални извори имају већи популациони индекс (богатији су слабијим метеорима), док апекс има најнижи популациони индекс (већи удео сјајнијих метеора). Популациони индекс (сјајност метеора) и време изласка односно заласка извора одређују и доминантну технику посматрања: фотографски (и донекле визуелно) за апекс, визуелно за антихелион, телескопски за тороидални извор а радио за хелион (јер је активан дању).
Материјал који долази из хелиона и антихелиона је повезан — у питању су честице чије орбите имају малу инклинацију, велики ексцентрицитет и перихел на мање од 0,6 АЈ. Ако Земља пресече њихову орбиту пре проласка кроз перихел — виде се као антихелиониди, а ако до колизије дође након проласка кроз перихел — као хелиониди. Хелиониди су најактивнији од маја до јуна (у време дневних ројева ζ-Персеиди и β-Тауриди), а антихелиониди у октобру и новембру — што одговара Тауридима. Наведени ројеви су повезани са објектима који имају орбиталне елементе сличне комети 2P/Енке (Јупитерова фамилија комета).
Тороидални извори су постављени симетрично у односу на апекс, налазе се на око 50° северно и јужно и представљају извор из кога долазе метеороиди са високом инклинацијом орбите. Родитељска тела метеороида који припадају тороидалним изворима нису позната, а од „великих“ ројева се само радијант Квадрантида налази у овом региону, и то у северном краку.

#### Апекс
Апекс је смер тангенте на Земљину орбиту у смеру њеног кретања (чеоно), односно 90° западно од Сунца, због чега излази тек у сатима након поноћи. Материјала у самој равни еклиптике нема, тако да постоје два одвојена извора у апексу, на 15° северно и јужно од еклиптике. Материјал који долази из овог извора настаје од Халејеве фамилије комета и креће се ретроградно, тако да на Земљу наилази након што прође перихел. С обзиром на то да се крећу супротно од кретања Земље, тј. директно ка њој, ови метеори су изузетно брзи (50 — 70 km/s) због чега су и релативно сјајни и остављају трајне трагове за собом.

#### Антихелион
Антихелиониди су метеори који настају од метеороида мале инклинације који се око Сунца крећу у директном смеру, а чија је орбита готово нормална на орбиту Земље (у тачки пресека). Резултујући псеудорадијант је насупрот Сунцу (тачније 195° источно односно 165° западно од Сунца, јер је мало померен ка апексу). Овај део неба излази убрзо након заласка сунца а кулминира око 1 час по поноћи по локалном времену (не кулминира у поноћ управо због отклона ка апексу).
Због ортогоналног односа путања Земље и метеороида, антихелиониди су међу споријим метеорима, са брзинама у распону 20 — 35 km/s. Родитељска тела од којих потичу антихелиониди нису позната, али се претпоставља да су астероидног, а не кометског порекла због веће густине материјала. До колизије са Земљом долази пре него што честице прођу свој перихел..

#### Хелион
Хелиониди имају сличне орбиталне елементе као антихелиониди, али секу Земљину орбиту након што прођу кроз свој перихел, због чега долазе из правца Сунца. Метеори који припадају овом извору се могу видети понекад ујутру непосредно пре сванућа.

## Болиди
Болид (грч. βολίς, βολίδος — џилит, пројектил, енгл. fireball) је изузетно сјајан метеор. Болиде изазивају метеороиди већи од просечних, и то чешће метеороиди астероидног порекла, који имају већу густину од кометних. Међународна астрономска унија под болидом подразумева метеор сјајнији од било које планете (односно сјајнији од -5. магнитуде, имајући у виду да је најсјајнија планета на ноћном небу Венера магнитуде -4,7). Међународна метеорска организација болидом сматра метеор који би у зениту имао магнитуду не мању од -3. Ова дефиниција је прецизнија, јер што је метеор даље од зенита то је привидно мање сјајан. Метеор који на висини h над хоризонтом има магнитуду  би у зениту имао магнитуду :
{\displaystyle m_{z}=m_{h}+5\log(\sin h)}
Разлог лежи у удаљености од посматрача. Болид магнитуде -6 који се у зениту завршава на 50 километара изнад посматрача, ако је на 5° изнад хоризонта биће удаљен 600 километара од посматрача и имаће магнитуду од свега -1.
Међународна метеорска организација дефинише и „видео-болиде“, као метеоре који имају „видео-магнитуду“ -3 или сјајнију, али с обзиром на то да видео-камере снимају и у инфрацрвеном делу спектра, није лако направити везу између визуелне и видео магнитуде. Различити су покушају начињени да се дефинише „радио-болид“, али за сада није могуће дати прецизну дефиницију радио-сигнала који би одговарао болидима.
Мада су неки болиди пореклом из метеорских ројева (Персеиди су нпр. посебно богати болидима), већином су спорадици. Као и број спорадика у јединици времена, тако и број болида у јединици времена није константан већ варира. Међутим, учестаност појаве болида не прати учестаност појаве спорадика. На годишњем плану, максимум активности болида је у време око пролећне равнодневице, иако је тада минимум активности спорадика (за посматраче на северној хемисфери). Учестаност болида је готово три пута мања од ове максималне вредности у време јесење равнодневице. Дневне осцилације су такође супротне осцилацији броја спорадика — највише болида се може видети у 18.00 часова по локалном времену, а најмање у 6.00 (однос је 4:1). Разлог ових варијација је двојак. Варијације на годишњем нивоу су последица нехомогеног (неизотропног) распореда метеороида на Земљиној орбити. Дневне разлике су последица различите брзине у односу на Земљу (геоцентрична брзина) којом метеори улазе у атмосферу у различито доба дана. Наиме (в. #Спорадици) у време локалне зоре се посматрач налази на страни Земље у смеру којим Земља револуира око Сунца, тако да је брзина метеороида збир њихове хелиоцентричне брзине и брзине револуције Земље. У време локалног заласка Сунца, посматрач је на супротној страни, тако да је геоцентрична брзина метеороида разлика хелиоцентричне брзине метеороида и брзине револуције Земље. Бржи метеороиди узрокују сјајније метеоре, али је то тачно само до једне граничне масе метеороида. Код честица веће масе, већа брзина значи да аблација почиње у вишим и ређим слојевима атмосфере. Честице мале брзине почињу са аблацијом у нижим, гушћим слојевима атмосфере, где је (због веће густине) трансформација кинетичке енергије метеороида у јонизацију атмосфере ефикаснији процес који се притом још и одвија ближе посматрачу, због чега се јављају сјајнији метеори. Очекује се да дневни ефекат има доминантну улогу у близини екватора, а да не игра готово никакву улогу на половима Земље, где би доминирао ефекат неизотропног распореда метеороида на Земљиној орбити. Међутим, за сада недостају посматрачки подаци како из тропских тако и из поларних области.

## Метеорити
Метеороид који доспе на површину Земље или неког другог небеског тела се назива метеорит. Метеорити су најчешће астероидног порекла, али је нађено и идентификовано више од сто метеорита који потичу са Марса и двадесетак оних који потичу од Месеца. Метеороиди кометског порекла су по правилу сувише слабе конзистенције да би преживели пролазак кроз атмосферу Земље. Осим метеороида довољно крупних и чврстих да би преживели аблацију у атмосфери, на површину Земље доспевају и ситне честице — микрометеорити — који при уласку у атмосферу врло брзо успоре, тако да не долази до аблације и појаве метеора, а затим се полако спуштају на површину Земље. Годишње на Земљу падне око 10.000 тона микрометеорита.
Када метеороид уђе у Земљину атмосферу, његова површина се загрева и топи услед трења, при чему настаје карактеристично глатка површина. Капљице отопљене на чеоном делу метеороида могу да се сакупљају и охладе на репном делу метеороида, услед чега настаје „оријентисани метеорит“. Метеороид од кога настаје метеор улази у атмосферу најчешће брзином од 15 до 20 km/s јављајући се као метеор на висини од око 100 километара. Услед трења, метеороид успорава, и на висини од приближно 20 километара има брзину 3 km/s, довољно малу да процес аблације стане, а самим тим нестаје и светлост коју видимо као метеор. Овај део лета метеороида се назива „тамни лет“. Отопљени материјал на површини се хлади, дајући карактеристичну тамну покорицу, која је код гвоздених метеора тања него код стеновитих
При удару о тло, метеорит прави ударни кратер, а избачени и отопљени материјал земаљског порекла се хлади и формира тектите. Код већине тела у Сунчевом систему, не постоји вулканска нити тектонска активност, тако да су ударни кратери метеорита једини одговорни за изглед рељефа.
До сада је пронађено око 30.000 метеорита, од тога око 24.000 на Антарктику, 4.000 у Сахари и 2.000 на другим местима. Вероватноћа пада неког метеорита на Антарктик није ништа већа него на неком другом месту на Земљи, али су метеорити на Антарктику боље очувани захваљујући ниским и стабилним температурама као и због слабе ерозије услед недостатка површинске воде и вегетације. Метеорите је на вечитом снегу и леду лакше уочити и препознати јер нису помешани са сличним стенама које потичу са Земље. Осим тога, у материјалу који су Аполо мисије вратиле на Земљу са Месеца идентификована су два метеорита (хондрити, в. ниже у тексту), а помоћу Опортјунити ровера је идентификован један гвоздени метеорит на Марсу.

### Подела
По саставу, метеорити се могу поделити на стеновите (аеролити), гвоздене (сидерити) и стеновито-гвоздене метеорите (сидеролити). Стеновити метеорити су најчешћи међу метеоритима који су нађени непосредно након пада, тако да се може претпоставити да они чине и највећи део метеорита који доспеју на површину земље. Међутим, како су гвоздени метеорити много робуснији, а већином и намагнетисани, то они чине већину метеорита чији пад није имао сведоке и нађени су накнадно.
Стеновити метеорити чине више од 90% свих метеорита. Од тога, највећи део чине хондрити, метеорити у чијој се структури јасно запажају зрнца — хондруле (на грчком хондрула значи зрно). Међу хондритима су од посебног интереса угљенични (карбонатни) хондрити, чији састав одговара саставу Сунчевог система и самог Сунца (ако се изузму гасовите и поједине испарљиве компоненте). Спадају у најстарије метеорите, старост им је блиска старости Сунчевог система (4,6 милијарди година) тако да представљају незаменљив извор информација о формирању Система.
Са небеских тела која су била довољно топла (било услед судара са другим телима или радиоактивног распада) да би се отопила потичу остале класе метеорита. Приликом отапања тела, лакше компоненте (једињења силицијума, алуминијума, калцијума, кисеоника) су испливале на површину формирајући кору, док су тежи материјали (гвожђе и никл) формирали језгро тела. Након судара је дошло до фрагментације ових диференцираних тела, и од њих потичу диференцирани метеорити — ахондрити, гвоздени и стеновито-гвоздени метеорити.
Ахондрити у стеновити метеорити који представљају делове коре диференцираних небеских тела, најчешће астероида. По саставу су идентични са земаљским стенама. Названи су по томе што немају хондруле. У ахондрите спадају и метеори пореклом са Марса и Месеца. Метеорити са Марса и Месеца су млађи од осталих ахондрита.
Гвоздени метеорити чине око 6% свих метеорита, и највећи познати метеорити су управо гвоздени метеорити. Пореклом су из језгара астероида, а ослобођени су у сударима довољно снажним да буде ослобођен материјал из језгра.
Стеновито-гвоздени метеорити су могли настати на два начина. Први је одламање од астероида на граници коре и језгра, а други судар стеновитог и гвозденог астероида, при чему настаје метеороид који се састоји од делова оба тела. Стеновито-гвоздени астероиди су најређи.

## Посматрачке технике

### Визуелна посматрања
Визуелна посматрања метеора су најстарији метод проучавања метеора (постоје подаци из другог миленијума п. н. е. из Месопотамије и древне Кине). Мада данас постоје знатно напредније технике, визуелна посматрања су најбољи начин да се упореде историјски са актуелним подацима. Осим тога, захваљујући релативној једноставности, визуелна посматрања су најмасовнија техника међу аматерима.
Да би визуелно посматрање имало смисла, потребно је да буде задовољено неколико услова. Радијант мора да буде довољно високо над хоризонтом — посматрања немају смисла ако је хоризонтска висина радијанта мања од 20° осим у случају пљускова. Други захтев се односи на квалитет неба — гранична магнитуда (магнитуда најслабијег видљивог метеора односно звезде) не сме да буде мања од 5, Сунце мора да буде бар 12° испод хоризонта, а треба да буде видљиво најмање 80% неба (у смислу да није заклоњено облацима или неким предметом, нпр. дрветом или грађевином). Месец треба да је или између последње и прве четврти (када је видљиво мање од 50% његове површине) или ниско над хоризонтом. Месец који је између прве и последње четврти (видљиво више од 50% површине) а високо над хоризонтом може да доведе дотле да посматрач види свега 10% метеора које би видео при потпуно тамном небу.
У току посматрања се бележи:
- време почетка и краја посматрања, време почетка и краја паузе (уколико постоји), као и време у току посматрања у интервалима не дужим од 15 минута
- гранична магнитуда (периодично, за случај да се из различитих разлога мења)
- облачност, односно заклоњеност неба
- центар видног поља (ректасцензија и деклинација)
- подаци о виђеним метеорима
  - ком роју припада (или је спорадик)
  - максимална магнитуда коју је метеор достигао
  - постојање трајног трага (трага који опстаје више секунди након метеора)
  - боју метеора (боју није могуће детектовати код метеора слабијих од 2. магнитуде)

Ова техника се може применити и при максимуму роја, па чак и при пљуску какав су имали Леониди 1998. године са 60 метеора у минути, уз неколико корекција — не треба бележити податке о боји, трагу, а при пљуску чак ни о припадности роју осим за очигледне спорадике, јер се може сматрати да сви виђени метеори припадају роју који има максимум. Такође, треба чешће бележити време и одређивати граничну магнитуду.
Осим наведене технике, која се назива „бројање метеора“, код визуелног посматрања слабијих ројева користи се и техника уцртавања метеора, ради прецизнијег одређивања припадности роју. Међутим, уцртавање је много прецизније код телескопских посматрања (грешка одређивања почетка и краја метеора код визуелних посматрања је ±5°, а код телескопских посматрања ±20’).

### Телескопска посматрања
Телескопска посматрања метеора се често непотребно занемарују, при чему се као главна мана ове технике наводи сужено видно поље телескопа или двогледа у односу на посматрање голим оком. Међутим, телескопом се могу видети мање сјајни метеори у односу на оне видљиве голим оком, а осим тога могуће је знатно прецизније уцртавање метеора и одређивање радијанта. Нарочито је при посматрању слабијих метеорских ројева битно уочити стварно постојање радијанта на фону спорадика, а за овакву анализу је телескопско посматрање идеално. Исто важи и за откривање субрадијаната (финих структура унутар радијаната које одговарају различитим метеорским потоцима у оквиру истог роја) код великих ројева. Велико увеличање смањује видно поље телескопа (и то не линеарно већ видно поље опада са квадратом увеличања), тако да је неопходно наћи баланс између ова два параметра. Може се сматрати да је двоглед 8×50 или 10×60 са привидним видним пољем од 55° (или неке сличне комбинације) одлична комбинација за посматрање метеора.

### Фотографска посматрања
Фото-апаратима није могуће снимити метеоре слабог сјаја, заправо је тешко снимити било који метеор слабији од -1. магнитуде, али упркос томе постоји оправдање за коришћење ове технике у истраживању метеора. Могуће је прецизно одредити путању, радијант, брзину, успорење, па чак и масу. Уз употребу призме или дифракционе решетке могуће је снимити и спектар метеора.
Ако се користи фото-апарат са филмом, неопходно је да фото-апарат има могућност „бесконачне“ експозиције, тј. да је бленда отворена све док је притиснут окидач (користи се жичани окидач који се може закочити у позицији за фотографисање). Експозиција је најчешће између 5 и 15 минута. Филм би требало да буде осетљивости од 400 до 1600 ISO, а употреба филмова осетљивости мање од 400 ISO нема смисла. Осим ако је циљ фотографисати боје метеора, користи се црно-бели филм јер при дужим експозицијама небо на филму у боји има зеленкасту или браонкасту нијансу. Ако су услови лоши (месечина, светлосно загађење, измаглица…) користи се краћа експозиција и мање осетљив филм, како се не би добиле замагљене фотографије. Што су услови бољи, то је могуће користити осетљивији филм и дуже експозиције.
Од дигиталних сензора, у оптицају су CMOS и  сензори. Међу њима нема велике разлике, осим што се CMOS сензор спорије греје и тиме генерише мање шума. Код употребе дигиталних сензора за фотографисање метеора мора се искључити редукција шума, јер се она постиже тако што се са затвореном блендом направи снимак једнаке експозиције као жељени снимак, што значи да фото-апарат снима само 50% времена.
С обзиром на то да су метеори у близини радијанта краћи, нису погодни за фотографисање. Ниско над хоризонтом је могуће снимити више метеора него ближе зениту, али ако је видно поље сувише ниско, већа је опасност од измаглице и светлосног загађења. Због тога је добар компромис усмеравање видног поља на 20° — 30° од радијанта и око 40° изнад хоризонта.
Употребом више апарата на истој локацији са различитим видним пољима повећава се вероватноћа да ће бити снимљен неки метеор. С друге стране, постављањем апарата на различитим локацијама али тако да снимају исти део неба, могуће је снимити исти метеор помоћу више камера и прецизније израчунати путању метеора и орбиталне елементе метеороида.

### Радарска посматрања
Од времена Другог светског рата је познато да метеори могу да рефлектују радио-таласе. Примењују се две технике у зависности од положаја предајника и пријемника. Ако је предајник истовремено и пријемник, тада се анализирају радио-таласи одбијени назад ка самом предајнику и оваква техника се назива back-scattering (расипање уназад). На овом принципу је заснован рад радара, који се и користи за радио-посматрања метеора техником back-scattering-а. Радарска истраживања метеора су по правилу резервисана за професионалне организације.
Аматери, с друге стране, користе технику forward scattering-а (расипање унапред) јер им је за овакву врсту посматрања довољна само пријемна антена а анализирају се таласи које емитује неки удаљени извор (испод хоризонта) а рефлектује их метеор. Осим тога, потребно је да извор емитује радио-таласе на фреквенцији на којој нема интеракције код пријемника. Ова техника је постала популарна од средине осамдесетих година.
Радио-посматрања метеора се могу спроводити независно од доба дана као и од временских услова. Зато је ово једина техника којом се може пратити активност дневних метеорских ројева, који су активни дању јер им је радијант у близини Сунца. Најактивнији дневни метеорски ројеви су Аријетиди и ζ-Персеиди. Оба роја су активна крајем маја и почетком јуна.

### Видео посматрања
Видео посматрања су најновија посматрачка техника у метеорској астрономији, коју су развили професионални астрономи средином седамдесетих година 20. века, а крајем осамдесетих година је приступачност опреме омогућила да се и аматери баве овом техником. Видео-техника има велике предности — уз савремену опрему је могуће снимити све метеоре видљиве голим оком, па чак и неке телескопске; видео-камере могу да раде континуирано и шаљу сигнал директно рачунару на коме постоји софтвер за аутоматску обраду података; брзина, сјајност, положај, радијант и орбитални елементи се одређују знатно прецизније него визуелним посматрањима. Видео-камерама се могу снимити светлосне криве метеора, фрагментација метеороида, као и спектри метеора ако је камера опремљена призмом или дифракционом решетком. Фотографским посматрањима је могуће прецизније одредити положај метеора него видео посматрањима, али је видео-камером могуће снимити знатно слабије метеоре него фотографски.
За снимање метеора се могу користити камере са и без појачивача сигнала. По ведрој тамној ноћи ће оптимизовани систем који користи камеру са појачивачем снимити 3-4 пута више метеора од оптимизованог система са камером без појачивача. Због тога је камера са појачивачем сигнала кориснија у ситуацијама када је потребно снимити више слабих метеора — код снимања спектара, трајних трагова или за снимање телескопских метеора. Међутим, појачивач сигнала поскупљује систем, а радни век му је ограничен на неколико хиљада сати снимања. Осим тога, појачивачи су осетљиви на иоле јачу светлост (Месец у видном пољу, дневна светлост па чак и светлији сумрак — не смеју се користити ако Сунце није на више од 12° испод хоризонта, а чак и када је камера искључена, ако Сунчев зрак падне на објектив камере и осветли појачивач, он може прегорети). Осим тога, појачивачи сигнала се у неким земљама (попут САД) третирају као војна опрема и њихов извоз може бити забрањен. За аутоматску обраду сигнала најчешће се користе програми MetRec и UFO tool suite.

## Историја метеорске астрономије

### Најстарији записи
Метеори су познати човечанству од давнина. Древне забелешке о сјајним метеорима или метеорским пљусковима, постоје у аналима свих старих народа. Најстарији помен метеорског пљуска је забележен у кинеским аналима из 1768. п. н. е. Још један кинески запис, 687. п. н. е. бележи да су „звезде падале као киша“. Белешке о метеорима се налазе и у корејским и јапанским аналима, док се код Плинија Старијег у делу Познавање природе (Naturalis historia) налази запис о метеориту који је пао 467. п. н. е. у Тракији, близу реке Егос-Потамос. Диоген из Аполоније је понудио коректно објашњење да су метеори „невидљиве звезде које падају на земљу умирући као ватрено камење, попут камена из Егос-Потамоса“. Ово образложење је одбацио Аристотел који је у свом делу „Метеорологија“ метеорит из Егос-Потамоса прогласио обичним каменом, а метеоре објаснио као испарења из земље која се запале када се превише приближе Сунцу. Аристотелово образложење је доминирало европском науком до краја 18. века, и метеори су сматрани атмосферском појавом у рангу поларне светлости, облака или снега.

### Прве сумње у порекло метеорита
Прву сумњу у земаљско порекло метеорита (који у то време нису још увек били повезани са метеорима већ се сматрало да су вулканског порекла) побудила су бројна сведочења о „камењу које је пало са неба“. Ових сведочанстава има у кинеским аналима, у којима се бележе и пад метеорита, и број фрагмената на које се метеорит распао. У Русији је забележен удар метеорита 25. јуна 1290. године у близини Великог Устјуга, при чему метеорити били праћени болидима, буком и потресима, а тешко је страдала оближња шума. Најстарији сачувани метеорит чије је тачно време пада познато је метеорит из Енсисајма, у Алзасу, у данашњој Француској. Овај метеорит масе око 130 килограма је пао 7. новембра 1492. године између 11 и 12 часова пре подне у поље жита у околини Енсисајма. У близини се налазио Максимилијан I Хабзбуршки који је одломио неколико комада метеорита и наредио да се остатак пренесе у цркву у Енсисајму. Два пада метеорита у Француској, имала су бројне сведоке. Други пад, 24. јула 1790. је изнедрио преко 300 писаних сведочанстава, од којих су многа дата под заклетвом, да је камење пало са неба, а метеорити су прикупљени и заједно са овим сведочанствима послати Француској академији наука, чији су се чланови након тога ругали „незнању простог народа“. Међутим, након још једног пријављеног случаја пада, 26. априла 1803. код места Егл, Француска академија наука је послала Жана Батиста Биоа да истражи случај. Био је потврдио да је камење које је нашао ванземаљског порекла.

### Анализа путања метеора
У то време су већ постојале прве назнаке да Аристотелово објашњење појаве метеора можда није исправно. Халеј, који је већ одредио путању и периодичност комете која данас носи његово име, је покушао да одреди брзину и висину болида који је виђен 21. марта 1676. године. Рачуница је указивала да је брзина тела које је изазвало овај болид била преко 4300 m/s, што је указивало на неземаљско порекло објекта. Осим тога, поредећи сведочанства овог догађаја из различитих места, закључио је да је висина овог метеора била преко 80 км. Међутим, погрешно је претпоставио да на тој висини нема атмосфере те је закључио да је погрешио и вратио се Аристотеловом тумачењу. Џон Прингл, шкотски лекар, је одређивао путању болида који је 26. новембра 1758. године прошао 400 километара дугим путем од средње Енглеске до западне Шкотске, и закључио да се болид кретао брзином од око 50 km/s, на висини од 65 km. Овај његов рад је био у највећој мери игнорисан. Готово тридесет година касније, 1786. године, до истих је закључака дошао и амерички астроном Дејвид Ритенхаус, анализирајући болид који је прошао 31. октобра 1779. изнад Вирџиније и Филаделфије.
Међутим, тек детаљан рад Ернста Хладног, објављен 1794. на немачком а преведен 1798. на енглески језик је навео шире научне кругове на размишљање да су метеори и метеорити космичког а не земаљског порекла. Као дописни члан Руске академије наука, одговорио је на молбу професора Паласа да проучи извештаје „о камену који је пао у Сибир“. Хладни се озбиљно прихватио овог задатка, проучивши сва тада доступна сведочанства о метеоритима и болидима и у свом раду је недвосмислено показао да су метеори и метеорити ванземаљског порекла, те је указао на везу метеорита и болида с једне и болида и метеороида с друге стране. До тада, сви ови феномени су сматрани независним. Мада рад Хладног није био одмах усвојен, он је посејао семе сумње које је проклијало захваљујући пљусковима Леонида који су се десили ускоро.
Прво систематско праћење метеора су обавили Јохан Бенценберг и Хајнрих Брандес 1798. године, док су били студенти у Гетингену. Они су посматрали метеоре између 11. септембра и 4. новембра међусобно удаљени 15,2 km. Укупно су уочили 402 метеора, од тога су 22 видели обојица. На основу тога су одредили да се средина трага метеора у просеку налази на висини од 89 km, потврђујући теорију Хладног о ванземаљском пореклу метеора.

### Рођење метеорске астрономије
Следеће године, 1799, је са јужне хемисфере посматран пљусак Леонида, али тек 33 године касније ова појава изазива праву револуцију у метеорској астрономији. Пљусак Леонида 1832. године је виђен из Азије и источне Европе када је астроном-аматер Семјонов уочио појаву радијанта — да сви метеори привидно извиру из једне тачке (или јако уске области). Међутим, за годину рођења метеорске астрономије се најчешће узима 1833. година када је у ноћи 12. новембра из западне Европе и САД виђен пљусак Леонида са више хиљада метеора у минути. Уз толики број метеора било је очигледно да сви имају почетну тачку у сазвежђу Лава. Овај пљусак је побудио знатно интересовање научне јавности за метеоре. Француски научници Био и Франсоа Араго су кренули у проучавање кинеских, јапанских и корејских записа, установивши да у кинеским аналима постоје записи о Леонидима стари 3500 година и да је добро познато да се на сваких 33 године дешава пљусак метеора у новембру.
Араго је, након пљуска Леонида, поставио питање колико се може очекивати метеора у ноћи без пљуска и има ли још пљускова осим новембарских. Одговор на ово питање је потражио Адолф Кетеле, оснивач и директор опсерваторије у Бриселу чија је страст била статистика. У излагању пред Краљевском академијом наука и уметности у Бриселу, 3. децембра 1836, Кетеле је изнео запажање да се у просеку може очекивати 8 метеора на сат, али да је запазио и појачану активност метеора између 8. и 15. августа. Амерички физичар и геолог Џон Лок је већ 11. августа 1834. у једном малом дневном листу у Синсинатију описао своје запажање да постоји метеорски рој чији је максимум око 9. августа, а радијант у Персеју, по чему је овај рој добио назив Персеиди. Независно од Лока и Кетелеа, Едвард Херик, библиотекар на Јејлу, је открио постојање овог августовског роја, а анализом старих записа нашао је 7 помињања Персеида, од 1029. у Египту до 1833. у Енглеској. Херик је своје запажање објавио јануара 1838. Већ следеће године, Херик је објавио Кетелеово запажање да су Персеиди познати већ вековима међу верницима Енглеске и Немачке као „ватрене сузе светог Лаврентија“, римског архиђакона који је мучен и погубљен 10. августа 258.

### Матична тела метеорских ројева
Следећи велики корак у истраживању метеора је било утврђивање њихове везе са кометама. Очекујући повратак Леонида, 1865—1866, организована су систематска истраживања метеора широм Европе (Виљем Денинг у Енглеској, Ђовани Скјапарели у Италији) и САД (Херберт Њутн). Денисон Олмстед, професор са Јејла који је после пљуска 1833. започео метеорску астрономију у САД, је први (већ 1836. године) сугерисао могуће заједничко порекло метеора и комета. Прва стварна веза је објављена 1867 — Скјапарели је показао да Персеиди имају исте орбиталне елементе као комета 109/Свифт-Татл. Међутим, Скјапарели није имао довољно добре податке да би утврдио матично тело Леонида, везу Леонида и комете 55P/Темпл-Татл је открио 1867. немачки астроном Карл Фридрих Вилхелм Петерс.
Амерички астроном Данијел Кирквуд је 1861. изнео претпоставку да су метеорске честице остаци некадашњих комета, али овај рад није био запажен све док 1867. није објавио књигу о астрономији у којој је изнео и ову идеју. Кључ прихватања везе комета и метеора дошао је са Андромедидима. Комета 3/Бјела је откривена први пут 1772, затим реоткривена 1805, након чега је установљено да се ради о истој комети, са периодом од 6,7 година. Поново је виђена 1826. и 1832. али је била слабо видљива 1839. Када се појавила поново 1846. установљено је да се распала на два фрагмента. Виђена је још само при следећем проласку 1852, али је уочен пљусак метеора који је коинцидирао са проласцима Бјеле и био истог периода. Андромедиди, како је назван овај рој, имали су исте орбиталне елементе као Бјела, што је доказао аустријски астроном Едмунд Вајс. Вајс је предвидео јак пљусак Андромедида за 1872. годину, и предвиђање се и обистинило, као дефинитивна потврда везе комета и метеора.

### Развој нових посматрачких техника

#### Метеорска фотографија
Следећи пљусак Андромедида је био најављен за 1885. Ладислав Вајнек је за овај догађај припремио две камере, једну у Прагу и другу у Дрездену. Успео је да сними један метеор камером из Прага, што је прва фотографија метеора. Са побољшањем фотографске емулзије повећао се број снимљених метеора, најчешће споредно, при фотографисању других небеских објеката. У Јејлу (Виљем Елкин) и Московској опсерваторији се независно 1893. почело са употребом ротирајућег затварача за одређивање угаоне брзине метеора. Механизам који је Елкин користио био је крајње једноставан — изнад камере је поставио точак бицикле, а једну половину точка је покрио непровидним материјалом и подесио да се точак окреће фиксном брзином. Елкин је исте године започео са систематским фотографисањем метеора, а пратили су га Сикора у Совјетском Савезу и опсерваторија колеџа у Харварду.

#### Метеорски спектри
Први спектар метеора је случајно, снимајући спектре звезда, снимио 1897. Едвард Пикеринг са Харварда. Први успешан програм систематског снимања метеорских спектара је покренуо 1904. Сергеј Блашко са Московске опсерваторије.
Канадски астроном Питер Милман је 1934. објавио прву систематску студију метеорских спектара. Од онда, метеорски спектри се снимају редовно, употребом како призме тако и дифракционе решетке. Ови спектри садрже информације о саставу и метеороида и атмосфере.

#### Употреба радара
Када је 12. фебруара 1942. 20 немачких бродова испловило из Бреста, а британски радари нису опазили овај покрет због сметњи које су имали, Армијска оперативна истраживачка група (Army Operational Research Group) је добила задатак да истражи овај проблем. Задатак је поверен Џејмсу Хају, британском физичару. Хај је установио да је сметња била последица појачане активности Сунца. Осим тога, закључио је да су радарски сигнали који су погрешно тумачени као трагови ракета V-2 заправо трагови метеора. Ове своје закључке је Хај смео да објави тек по завршетку Другог светског рата. Након Другог светског рата, већ 1945. године, један расходовани војни радар је додељен Универзитету у Манчестеру, који је основао експерименталну станицу Џордел Бенк (данас опсерваторија Џордел Бенк). Предност употребе радара у метеорској астрономији се огледа у томе што је довољан један радар за одређивање положаја и брзине метеора, чињеници да је радаром могуће детектовати и слабије метеоре од оних видљивих голим оком, као и што може детектовати метеоре без обзира на временске прилике (облачност, маглу, кишу), па чак и по дану. Ово последње је довело до открића бројних дневних радио-ројева.

#### Видео-посматрања метеора
Видео посматрања представљају најмлађу и једну од најнапреднијих техника за посматрање метеора. Почетком седамдесетих година 20. века, професионални астрономи су увели ову технику, да би им се до краја осамдесетих придружили и аматери (у Јапану 1986. и Холандији 1987). Од тада, видео посматрања метеора су достигла значајан научни ниво, а од посебног интереса су мреже камера које су аутоматизоване тако да раде сваке ведре ноћи и снимке директно преносе на рачунар. Таква редовна активност је започела у Немачкој 1999. године, и из ове групе је проистекла ИМО видео метеорска мрежа. Сличне мреже су успостављене 2004. у Јапану и Пољској. До 2007. године, ИМО видео метеорска мрежа је имала 30 камера распоређених на 22 посматрачка места у 9 европских држава, са укупно преко 200.000 снимака метеора. У Јапану, SonotaCo мрежа је до 2008. године нараска на 31 посматрачко место са преко 130 камера и преко 140.000 снимљених метеора, из којих је поуздано израчунато 18.650 орбита метеороида. У Пољској, Пољска мрежа за болиде (енгл. Polish Fireball Network) имала је 2008. године 13 посматрачких места са укупно 24 камере, са око 20.000 часова ефективног снимања и исто толико снимљених метеора годишње
Ради промовисања и координисања видео-посматрања метеора, Међународна метеорска организација (IMO) је 1997. године на Међународној метеорској конференцији у Петници формирала посебну видео-комисију.

### Развој теоријских објашњења
Почетком 20-их година 20. века, занимање за метеоре је нагло порасло у вези са проучавањем горњих слојева атмосфере. Британски научници Фредерик Линдеман и Гордон Добсон су већ 1923. применили приближну физичку теорију метеора при проучавању структуре виших слојева атмосфере. Совјетски радио инжењер Николај Иванович је 1931. објавио рад о експериментално установљеној вези између метеорских феномена и јонизације атмосфере. Тридесетих година су постављени темељи проучавању атмосфере помоћу фотографија метеора. Развојем метеорске фотографије било је могуће установити физичке особине (температуру, густину) атмосфере до 120 km. Осим тога, установљено је да постоје две врсте метеорских честица — густе и механички чврсте честице и друга класа врло крхких тела која се лако распадну при проласку кроз атмосферу. Надежда Ситинска је 1940. успоставила везу између масе метеороида и сјајности метеора. Совјетски астроном Борис Левин је педесетих година развио врло детаљну физичку теорију метеора. Данас се истраживања настављају на четири фронта — проучавање метеороида, њиховог састава и порекла (спектрометријом метеора и анализом метеороида); проучавање утицаја које метеороиди трпе у орбитама (гравитациони и негравитациони утицаји); проучавање интеракције метеороида и атмосфере (физичка теорија метеора) и улога метеороида и метеорита у развитку Сунчевог система.